# Anni Biechl
Anni Biechl (Röhrmoos, 17 maart 1940) is een voormalig atlete uit Duitsland.
In 1959 en 1960 werd Biechl West-Duits nationaal kampioene op de 100 meter sprint. Ook indoor werd ze nationaal kampioene op de 70 meter.
Op de Olympische Zomerspelen van Rome in 1960 liep Biechl met het Duits eenheidsteam op de 4x100 meter sprint naar een zilveren medaille. In de series liepen ze 45.96 en in de finale 45.00 sec.

## Persoonlijk record
| Onderdeel | Resultaat | Jaar |
| --------- | --------- | ---- |
| 100 meter | 11,6      | 1959 |

- Gemeinsame Normdatei: 1150655798
- Virtual International Authority File: 5280151656241808400004